# Satz von Moskovitz-Dines
Der Satz von Moskovitz-Dines ist ein mathematischer Lehrsatz, der die Frage der Charakterisierung konvexer Teilmengen topologischer Vektorräume behandelt. Er entstammt einer Arbeit der beiden Mathematiker David Moskovitz und Lloyd Lyne Dines aus dem Jahr 1939 und ist eng verwandt mit zwei anderen Sätzen, die auf Stanisław Mazur bzw. auf Errett Bishop und Robert Ralph Phelps zurückgehen.

## Formulierung des Satzes
Der Monographie von Jürg T. Marti folgend, lässt sich der Satz wie folgt formulieren:
Gegeben seien ein topologischer {\displaystyle \mathbb {R} }-Vektorraum {\displaystyle X} sowie eine darin enthaltene abgeschlossene Teilmenge {\displaystyle T\subseteq X}, welche mindestens einen inneren Punkt besitzen soll.
Weiterhin genüge {\displaystyle T} der Bedingung, dass die regulären Punkte von {\displaystyle T} eine dichte Teilmenge der Randpunktmenge {\displaystyle \partial {T}} bilden.
Dann gilt:
{\displaystyle T} ist eine konvexe Teilmenge von {\displaystyle X}.

## Verwandte Sätze
Der Satz von Moskovitz-Dines ist (für separable Banachräume) in einem gewissen Sinne die Umkehrung eines Satzes von Stanisław Mazur aus dem Jahre 1933, der (in Anschluss an Marti) folgendermaßen darstellbar ist:
Gegeben seien ein separabler {\displaystyle \mathbb {R} }-Banachraum {\displaystyle X} und darin eine abgeschlossene konvexe Teilmenge {\displaystyle T\subseteq X}, welche mindestens einen inneren Punkt besitzen soll.
Dann ist die Menge der regulären Punkte von {\displaystyle T} eine dichte Teilmenge der Randpunktmenge {\displaystyle \partial {T}}.
Damit erhält man folgendes Korollar:
Ist {\displaystyle X} ein separabler Banachraum über {\displaystyle \mathbb {R} } und {\displaystyle U\subseteq X} eine darin enthaltene abgeschlossene Umgebung des Nullpunktes, so ist {\displaystyle U} eine konvexe Teilmenge von {\displaystyle X} genau dann, wenn die Beziehung {\displaystyle {\overline {{\partial }_{r}{T}}}=\partial {T}} gilt.
In diesem Zusammenhang ist ein Satz von Bishop und Phelps (englisch Bishop-Phelps support point theorem) aus dem Jahre 1961 erwähnenswert, der (zumindest für den Fall der Banachräume) die Bedeutung der Stützpunkte im Zusammenhang mit konvexen Mengen herausarbeitet:
Ist {\displaystyle T} eine abgeschlossene konvexe Teilmenge eines {\displaystyle \mathbb {R} }-Banachraums {\displaystyle X}, so die Menge der Stützpunkte von {\displaystyle T} eine dichte Teilmenge der Randpunktmenge {\displaystyle \partial {T}}.

## Erläuterungen und Anmerkungen
- Ein Stützpunkt {\displaystyle p\in \partial {T}} ist genau dann ein regulärer Punkt von {\displaystyle T}, wenn jedes seiner zugehörigen Stützfunktionale immer nur als positives Vielfaches eines jeden anderen seiner zugehörigen Stützfunktionale vorkommt.[8]
- Die Menge der regulären Punkte von {\displaystyle T} ist also eine Teilmenge des Randes {\displaystyle \partial {T}} von {\displaystyle T} und wird mit {\displaystyle {\partial }_{r}{T}} bezeichnet.[8]
- Moskovitz und Dines haben ihren Satz ursprünglich nur für reelle Hilberträume bewiesen. Wie Marti jedoch ausführt, lässt sich der Beweis ohne große Modifikationen auf beliebige topologische {\displaystyle \mathbb {R} }-Vektorräume ausdehnen.[9]
- Der obige Satz von Bishop und Phelps ist verwandt, wenngleich nicht identisch mit demjenigen Resultat, welches in der englischsprachigen Fachliteratur als Bishop-Phelps theorem oder als Bishop-Phelps subreflexivity theorem bekannt ist und demzufolge jeder Banachraum ein subreflexiver Raum ist. Das Konzept des subreflexiven Raums geht auf Phelps zurück und stellt eine Abschwächung des Konzepts der reflexiven Raums dar. Dabei wird ein normierter Raum {\displaystyle X} als subreflexiv bezeichnet, wenn in seinem Dualraum {\displaystyle X^{'}} die Menge derjenigen linearen Funktionale {\displaystyle x'\in X^{'}}, welche ihre Operatornorm {\displaystyle \|x'\|} in einem Punkte der Einheitskugel {\displaystyle B_{X}\subset X} annehmen, dort eine dichte Teilmenge bilden.[10][11]